# Dissolució dels monestirs

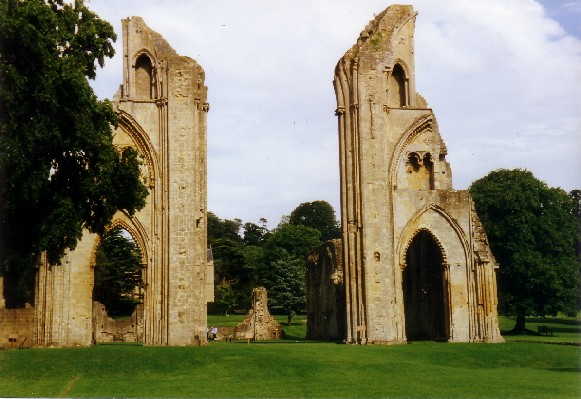
Restes de l'Abadia de Glastonbury

La dissolució dels monestirs (referida per escriptors catòlics com la supressió dels monestirs) va ser el procés formal que va tenir lloc entre 1536 i 1540, pel qual el rei Enric VIII d'Anglaterra va confiscar la propietat de les institucions de l'Església Catòlica a Anglaterra, i en va prendre el control com a nou cap de l'Església Anglicana. Això va succeir aproximadament al mateix temps que la reforma protestant succeïa a l'Europa continental.

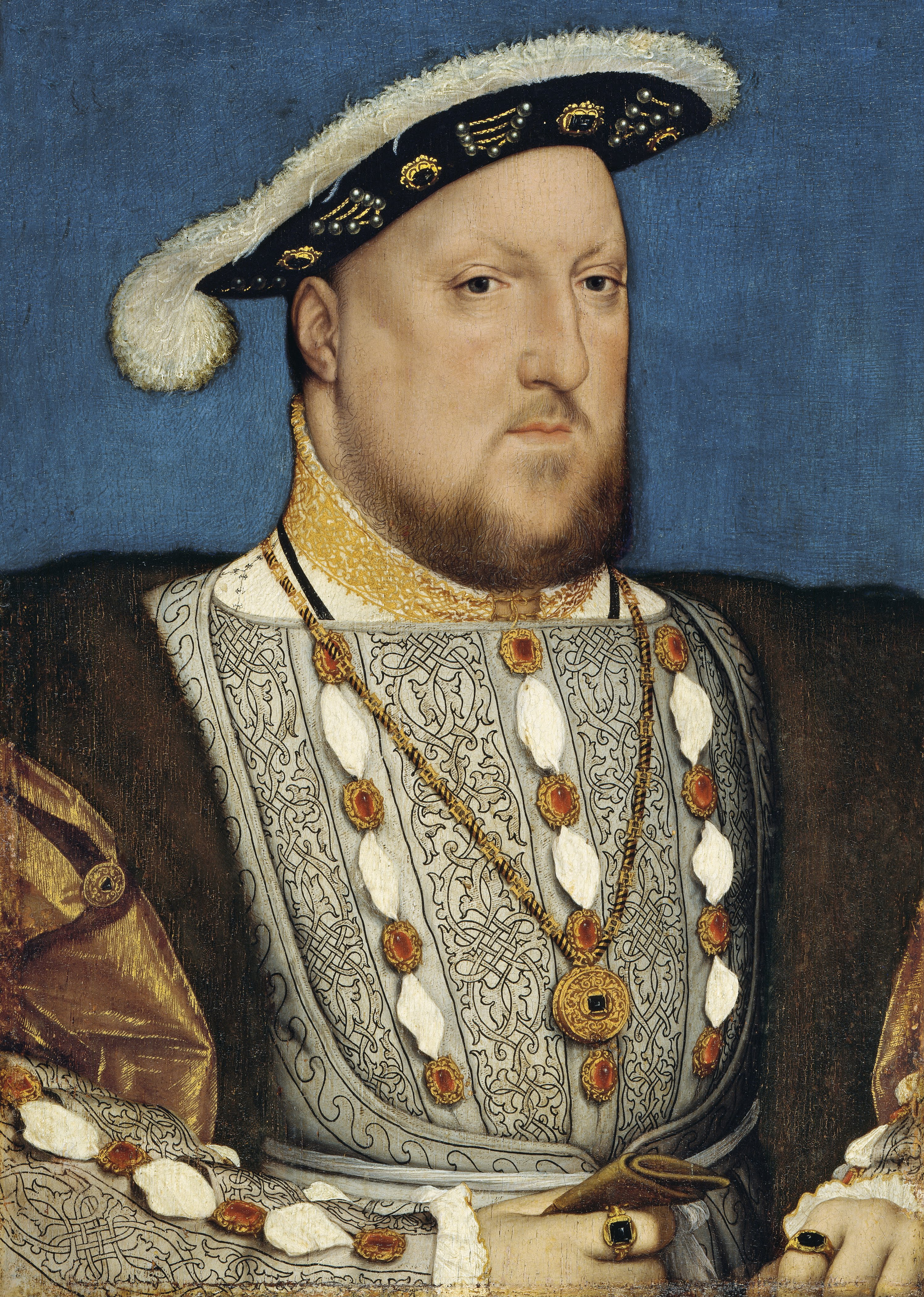
Enric VIII retrat per Hans Holbein el Jove

Va començar el 1534 quan el parlament li va donar autoritat a Thomas Cromwell per a "visitar" els monestirs (abadies i convents) en aparença per donar instruccions als seus ocupants sobre les noves regles que regirien la seva supervisió pel Rei en lloc del Papa, però de fet era per fer un inventari de les propietats. Més tard, el 1535, aquesta autoritat va ser delegada a una comissió.
A l'estiu d'aquest mateix any els visitadors van començar a fer el seu treball, mentre predicadors eren enviats a les parròquies a donar sermons desprestigiant als monjos i monges, preparant així la confiscació. Al mateix temps, els visitadors enviaven al Parlament d'Anglaterra informes escrits (probablement exagerats), sobre les greus faltes sexuals, morals, i econòmiques comeses als monestirs.
Basant-se en aquests informes, el Parlament va posar en vigor una llei el 1536, que lliurava al Rei d'Anglaterra el dret de propietat sobre tots els monestirs amb ingressos anuals inferiors a 200 £. Com aquesta mesura no va produir l'import d'ingressos esperat, el 1539 una altra llei va lliurar a la Corona la resta dels monestirs existents. Alguns monestirs van intentar resistir, però després que tres abats fossin executats, la resta es va resignar als fets; la creació de l'Església Anglicana va fer que Enric VIII d'Anglaterra oferís també a nombrosos abats i monjos la possibilitat d'integrar-se al mencionat nucli religiós com a predicadors pagats pel govern, mentre que d'altres monjos rebrien una pensió vitalícia com a compensació financera per perdre el seu mitjà de subsistència. Aquesta possibilitat va fer que molts monestirs acceptessin la confiscació reial sense gran resistència.
Els monestirs d'Anglaterra, així com els ordes religiosos que els posseïen, tenien en el seu poder gran quantitat de terres fèrtils i d'explotacions agrícoles, així com riquesa immobiliària i en metàl·lic, per la qual cosa la seva transferència forçada a la Corona causava una efectiva transformació de l'economia; de fet els delmes rebuts pels monestirs van continuar sent exigits però aquesta vegada en qualitat de tribut reial.
Malgrat tot, la cobdícia dels funcionaris reals i la mateixa pressió d'Enric VIII per acumular grans fons en poc temps va generar que moltes propietats fossin venudes per imports ínfims a aristòcrates i petita noblesa de les àrees rurals; també es van perdre obres d'art destruïdes en no ésser susceptibles de considerar-se per a la venda. Mentre la Corona s'havia reservat l'entrega dels objectes d'or i plata, els cristalls, ornaments, i objectes similars van ser venuts a rics terratinents, i fins i tot els edificis religiosos van ser deliberadament destruïts en l'afany d'extreure pedres per a altres construccions o bigues metàl·liques per a la seva revenda. També es van perdre importants llibres i manuscrits antics, alguns destruïts però molts altres venuts a col·leccionistes rics i després trets d'Anglaterra i dispersats per Europa. Un dels pocs que es va salvar va ser el Llibre de Kells, que només va sobreviure en ésser portat fora del país per l'abat sortint, que el va portar a Irlanda.